# Amon-Ra

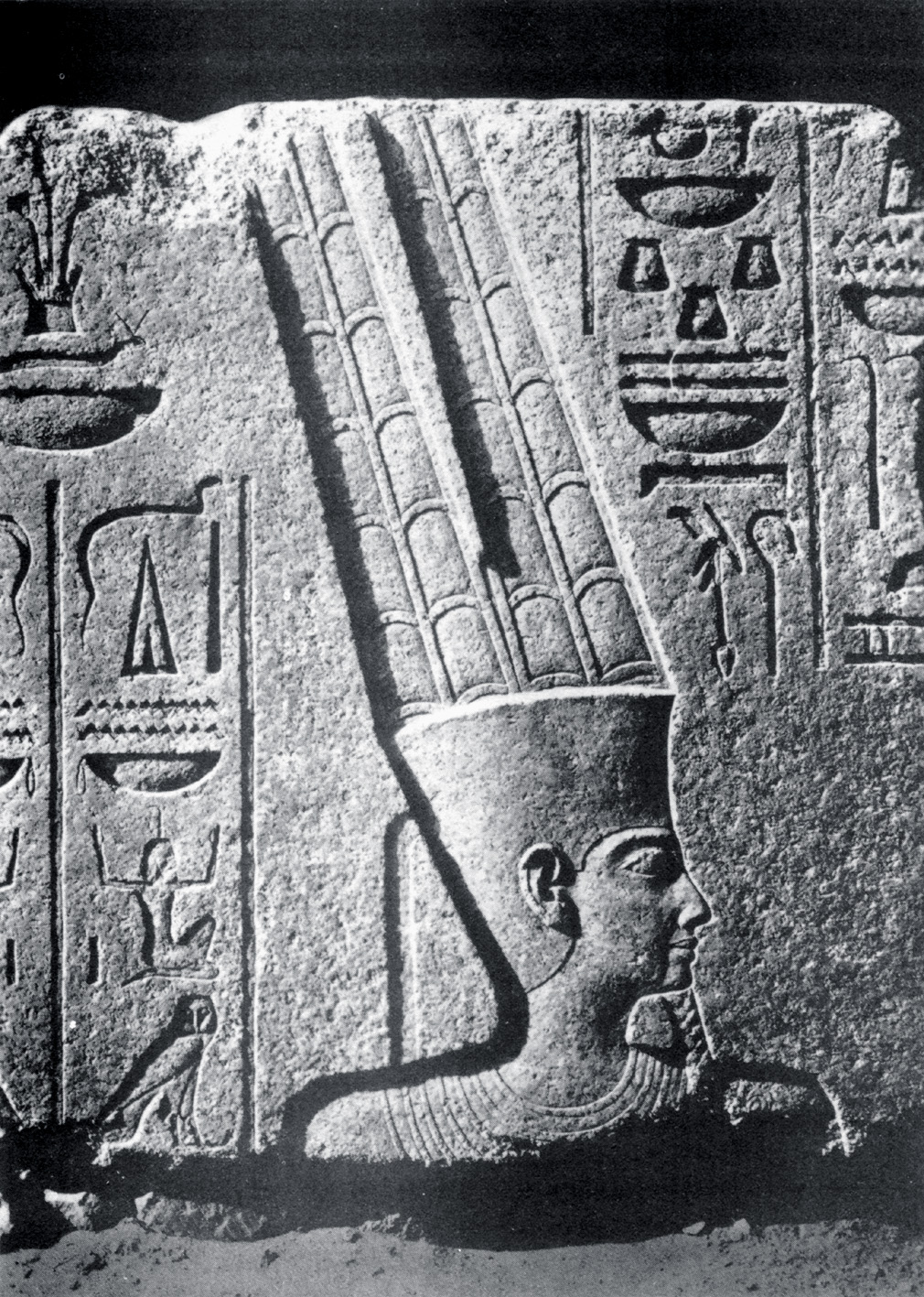
Amon-Ra, ongeveer 1450 v.Chr.

Amon-Ra was een van de goden uit de Egyptische mythologie.
De god Amon werd in het Nieuwe Rijk onder invloed van de nieuwe farao Ahmose een rijksgod. Amon werd met Ra verbonden en werd bekend als Amon-Ra. Het belangrijkste tempelcomlex voor Amon-Ra is dat van Karnak, waaraan alle opvolgende farao's van het Nieuwe Rijk hebben gebouwd om daarmee voor hun regime verantwoording af te leggen. Amon-Ra werd er samen met het maankind Chons en de godin Moet aanbeden.
Het Nieuwe Rijk is het deel van de geschiedenis van het oude Egypte tussen 1567 v.Chr. en 1085 v.Chr. en besloeg de 18e, 19e en 20e dynastie. Ahmose I was een farao en koning van ongeveer 1550 tot 1525 v.Chr. Hij aanbad Amon.
Aker · Amaoenet · Ammit · Amenhotep, zoon van Hapoe · Amon · Amon-Re · Amset · Anat · Andjeti · Anhoer · Anubis · Anoeket · Apedemak · Apepi · Apis · Arensnuphis · Astarte · Atoem · Aton · Baäl · Baälat · Bat · Banebdjedet · Bastet · Benben · Benoe · Bes · Buchis · Chentiamentioe · Chepri · Chons · Doeamoetef · Geb · Hapy (Nijlgod) · Hapy (zoon van Horus) · Harmachis · Harpocrates · Hathor · Hatmehyt · Heh en Hehet · Heka · Heket · Herisjef · Hesat · Horus · Hoe · Iaret · Imhotep · Ishtar · Isis · Isis-Sothis · Kebehsenoef · Kek · Chnoem · Maät · Mandulis · Mentoe · Meretseger · Mesechenet · Min · Miysis · Mnevis · Moet · Naoenet · Nechbet · Nechen en Pe · Nefertem · Neith · Nennoe · Nephthys · Noen · Noet · Osiris · Pachet · Ptah · Qetesh · Ra · Renenoetet · Renpit · Resjef · Satet · Sechmet · Selket · Serapis · Sesjat · Seth · Sjoe · Sobek · Sokaris · Sopdet · Ta-Bitjet · Tabh · Tatenen · Taweret · Tefnoet · Thoth · Wadjet · Wepwawet · Werethekaoe ·